# 1785 aux États-Unis
Pour des articles plus généraux, voir Chronologie des États-Unis et 1785.
Chronologie des États-Unis
- 1781
- 1782
- 1783
- 1784
- 1785
- 1786
- 1787
- 1788
- 1789

Cette page concerne des événements d'actualité qui se sont produits durant l'année 1785 du calendrier grégorien aux États-Unis.

## Gouvernement
- Congrès de la Confédération

## Événements
- 27 janvier : fondation de l'Université de Géorgie.
- Mars : la Mount Vernon Conference a lieu dans la maison de George Washington à Mount Vernon. Elle réunit les délégués de la Virginie et du Maryland et  précède la convention d'Annapolis de l'année suivante et est un précurseur de la convention de Philadelphie qui a vu la rédaction de la Constitution des États-Unis.
- 20 mai : la Land Ordinance of 1785 est adoptée par le Congrès de la Confédération. Les Articles de la Confédération interdisent au Congrès d'imposer directement les habitants des États-Unis. Par conséquent, le but immédiat de l'ordonnance est de réunir de l'argent par la vente de terres dans les territoires de l'ouest des colonies. En outre, l'acte prévoit l'organisation politique de ces territoires.

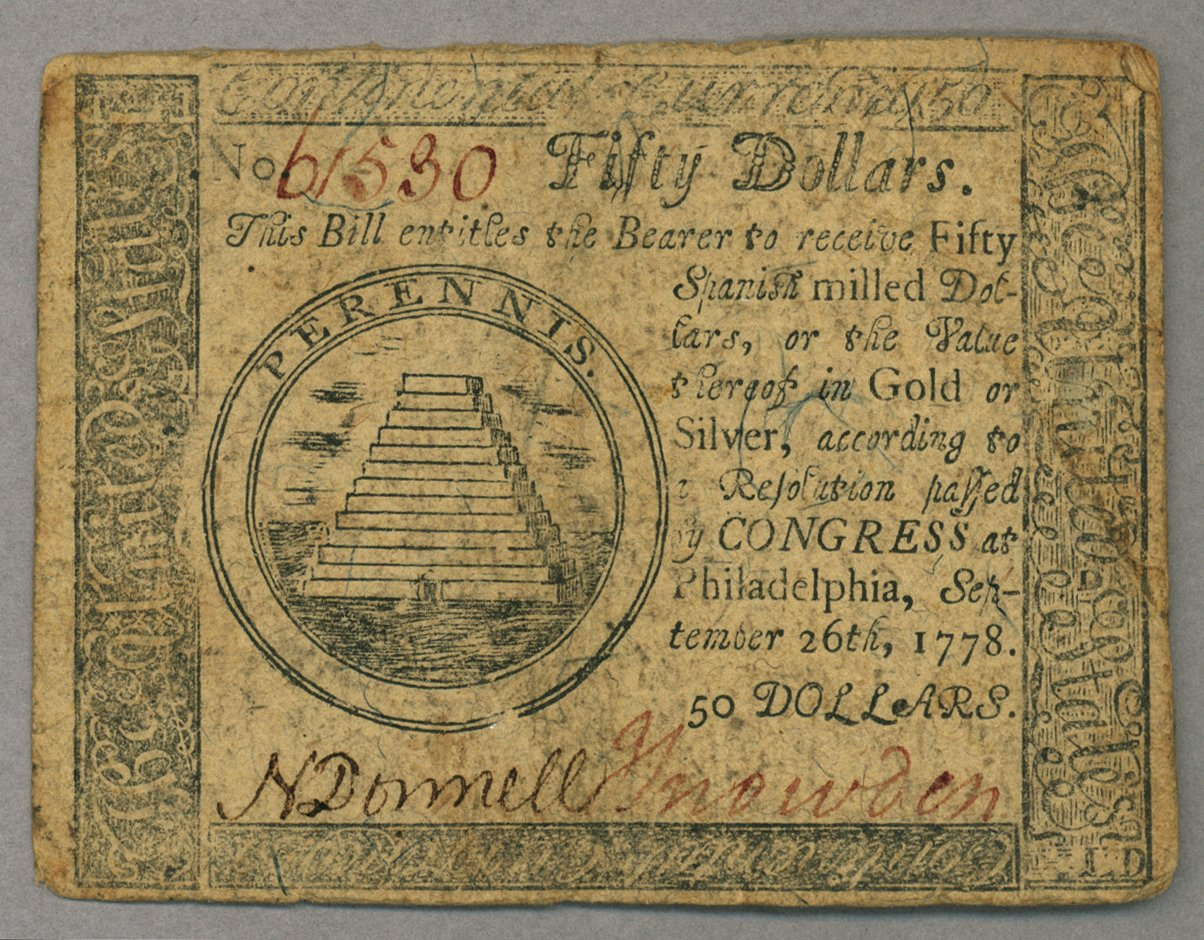
Dollar issue en 1778

- 6 juillet : le Congrès de la Confédération adopte le dollar comme monnaie unique des États-Unis[1]. Le dollar américain est la première monnaie à adopter le système décimal. Cependant il faudra attendre le 2 avril 1792 pour que le Coinage Act of 1792 permette la fondation de l'Hôtel de la monnaie.

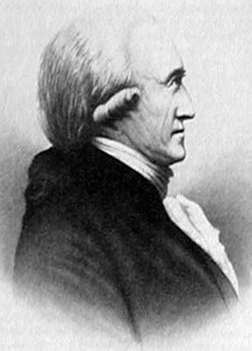
Benjamin Hawkins

- 28 novembre : le traité de Hopewell est signé par Benjamin Hawkins, pour les États-Unis, et les Cherokees. Ce traité fixait une frontière occidentale pour l'expansion des États-Unis. Le traité amènera l'expression cherokee acerbe : « feuilles parlantes », les Cherokees disant que lorsque le traité n'a plus convenu aux Américains, ils ont soufflé dessus comme une « feuille parlante ».

## Sans date précise

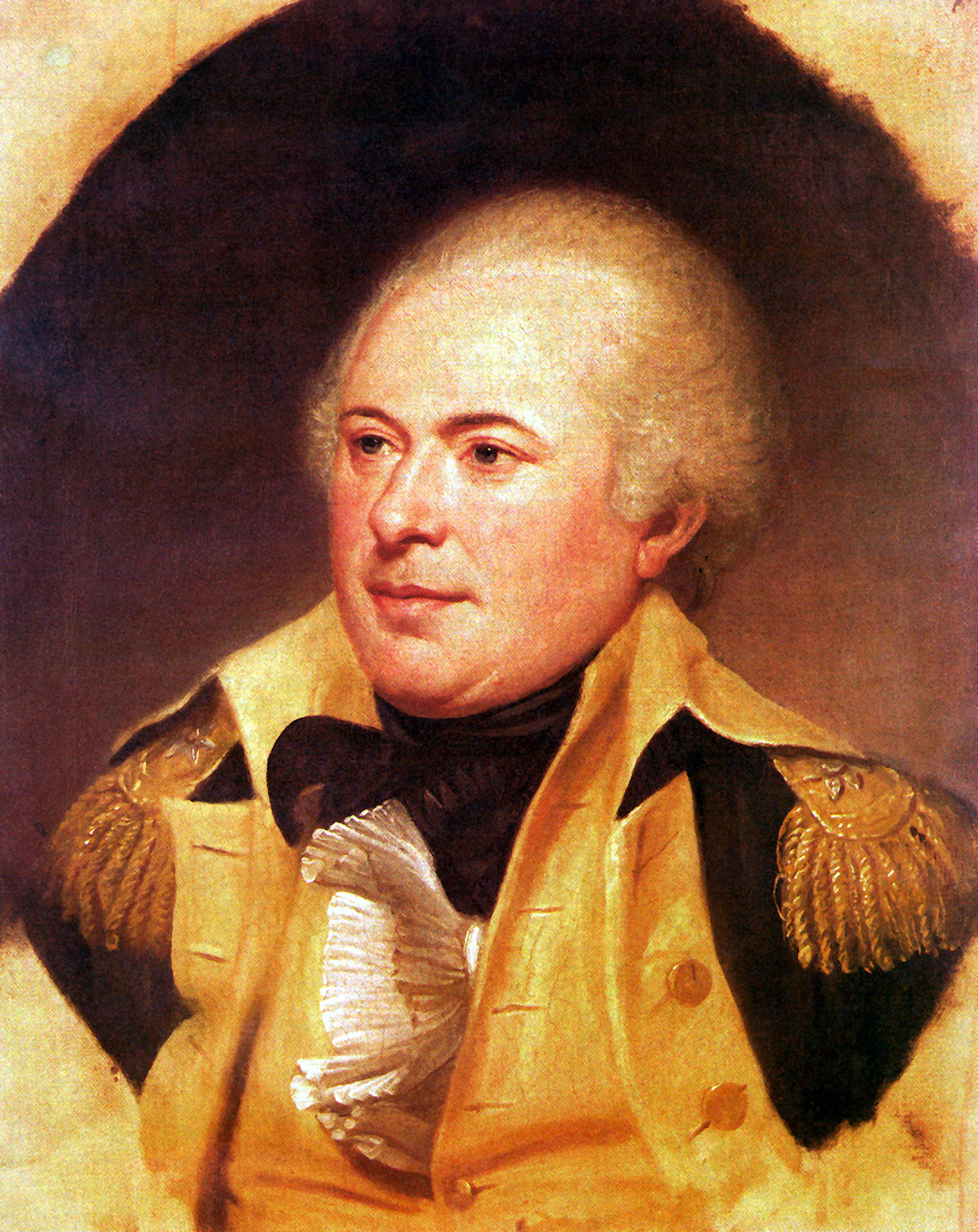
James Wilkinson

- Les Espagnols vont chercher en France 1 598 Acadiens qui s'y étaient réfugiés, pour coloniser l'extrême-sud de la Louisiane et assécher les marais par la technique des aboiteaux[2].
- La Nouvelle-Orléans a 4 985 habitants. Total de 32 000 habitants pour toute la Louisiane, alors espagnole et englobant la partie occidentale de la Floride, en particulier le secteur de Biloxi[3].
- Le gouverneur de Géorgie George Mathews signe le Bourbon County Act qui organise l'attribution de terres le long du Mississippi et des Yazoo River, autour du site actuel de Natchez. C'est le début du Scandale de Yazoo Land dans lequel est impliqué le général James Wilkinson, déjà actif dans les spéculations au Kentucky.
- Thomas Jefferson s’inspire de la Maison carrée de Nîmes pour dessiner les plans du State Capitol Building à Richmond (Virginie), construit entre 1785 et 1789.
- André Michaux est envoyé par le gouvernement français en Amérique du Nord à la recherche de nouvelles plantes.
- Accord commercial avec le Royaume de Prusse.

## Naissances
- 11 mars : John McLean, juge à la cour suprême.
- 26 avril : Jean-Jacques Audubon (ou John James Audubon aux États-Unis), né à Saint-Domingue et mort à New York le 27 janvier 1851, est un ornithologue, naturaliste et peintre américain d'origine française, naturalisé en 1812, considéré comme le premier ornithologue du Nouveau Monde.

## Décès

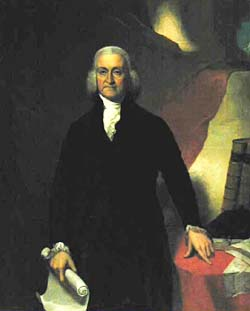
Jonathan Trumbull

- 17 août : Jonathan Trumbull, né le 12 octobre 1710, fit partie des hommes, peu nombreux, qui ont servi de gouverneur tant dans une colonie pré-révolutionnaire que dans un état post-révolutionnaire. Il fut le premier Gouverneur du Connecticut.

#### Articles généraux
- Chronologie de la révolution américaine
- Histoire des États-Unis de 1776 à 1865
- Évolution territoriale des États-Unis
- Histoire de la Louisiane